# Liste der Bodendenkmäler im Veldensteiner Forst
Auf dieser Seite sind die Bodendenkmäler in dem oberfränkischen gemeindefreien Gebiet Veldensteiner Forst zusammengestellt. Diese Tabelle ist eine Teilliste der Liste der Bodendenkmäler in Bayern. Grundlage ist die Bayerische Denkmalliste, die auf Basis des Bayerischen Denkmalschutzgesetzes vom 1. Oktober 1973 erstmals erstellt wurde und seither durch das Bayerische Landesamt für Denkmalpflege geführt wird. Die folgenden Angaben ersetzen nicht die rechtsverbindliche Auskunft der Denkmalschutzbehörde.

| Lage                           | Objekt                                                                                     | Akten-Nr.     | Bild |
| ------------------------------ | ------------------------------------------------------------------------------------------ | ------------- | ---- |
| Veldensteiner Forst (Standort) | Grabhügelfeld vorgeschichtlicher Zeitstellung.                                             | D-4-6234-0056 |      |
| Veldensteiner Forst (Standort) | Streckenabschnitt der mittelalterlichen bis frühneuzeitlichen Altstraße Sächsische Straße. | D-4-6234-0252 |      |
| Veldensteiner Forst (Standort) | Streckenabschnitt der mittelalterlichen bis frühneuzeitlichen Altstraße Sächsische Straße. | D-4-6234-0255 |      |
| Veldensteiner Forst (Standort) | Grabhügel vorgeschichtlicher Zeitstellung.                                                 | D-4-6235-0015 |      |
| Veldensteiner Forst (Standort) | Mittelalterlicher Turmhügel.                                                               | D-4-6235-0016 |      |
| Veldensteiner Forst (Standort) | Mittelalterliche Wüstung.                                                                  | D-4-6235-0017 |      |
| Veldensteiner Forst (Standort) | Höhlen mit Funden der Frühbronze-, Urnenfelder-, Hallstatt- und Frühlatènezeit.            | D-4-6334-0001 |      |
| Veldensteiner Forst (Standort) | Höhle mit vorgeschichtlichen und mittelalterlichen Funden.                                 | D-4-6334-0038 |      |
| Veldensteiner Forst (Standort) | Grabhügel vorgeschichtlicher Zeitstellung, daraus Funde der Bronzezeit.                    | D-4-6335-0001 |      |
| Veldensteiner Forst (Standort) | Erzpingen des Mittelalters.                                                                | D-4-6335-0003 |      |